# Stemorrhages amphitritalis
Stemorrhages amphitritalis là một loài bướm đêm trong họ Crambidae.